# Benjamin Wade
Benjamin Wade, né le 27 octobre 1800 à Springfield (Massachusetts) et mort le 2 mars 1878 à Jefferson (Ohio), est un avocat et homme politique américain. 

## Biographie
Wade travaille comme ouvrier sur le canal Érié avant d'ouvrir un cabinet d’avocat à Jefferson, dans l’Ohio. Il siège au Sénat de l'Ohio entre 1837 et 1842 comme membre du Parti whig. Après un passage en tant que juge local, Wade est élu au Sénat des États-Unis en 1851. Opposant au Fugitive Slave Act et au Kansas-Nebraska Act, Wade rejoint le Parti républicain naissant lorsque les Whigs s'effondrent. Il se taille la réputation d'être l'un des hommes politiques américains les plus radicaux de l'époque, soutenant le suffrage des femmes, les droits syndicaux et l'égalité pour les Afro-Américains.
Pendant la guerre de Sécession, Wade critique vivement le président Abraham Lincoln en raison de ses hésitations pour l'abolition de l'esclavage et le recrutement de soldats afro-américains dans l'armée de l'Union. Il s'oppose aux plans de Lincoln pour l'après-guerre et parraine la proposition de loi Wade-Davis qui préconise des conditions plus strictes pour la réadmission des États confédérés. Il contribue également à l'adoption du Homestead Act de 1862 et du Morrill Act de la même année. 
Il est président pro tempore du Sénat de 1867 à 1869. Pendant la procédure d'impeachment du président Andrew Johnson il aurait été président par intérim des États-Unis si l’impeachment avait été voté. L'impopularité de Wade parmi ses collègues républicains plus modérés a peut-être été un facteur dans l'acquittement de Johnson par le Sénat. Il doit faire face aux actionnaires des compagnies de chemins de fer qui distribuent de nombreux pots-de-vin aux parlementaires afin d’empêcher la destitution de Johnson.
Wade échoue en 1868 à sa réélection au Sénat ainsi qu'à sa candidature au poste de vice président à la Convention républicaine, mais reste actif en droit et en politique jusqu'à sa mort en 1878.

## Source
- (en) Cet article est partiellement ou en totalité issu de l’article de Wikipédia en anglais intitulé « Benjamin Wade » (voir la liste des auteurs).